# Cerastium utriense
Cerastium utriense är en nejlikväxtart som beskrevs av G. Barberis. Cerastium utriense ingår i släktet arvar, och familjen nejlikväxter. Inga underarter finns listade i Catalogue of Life.

## Bildgalleri

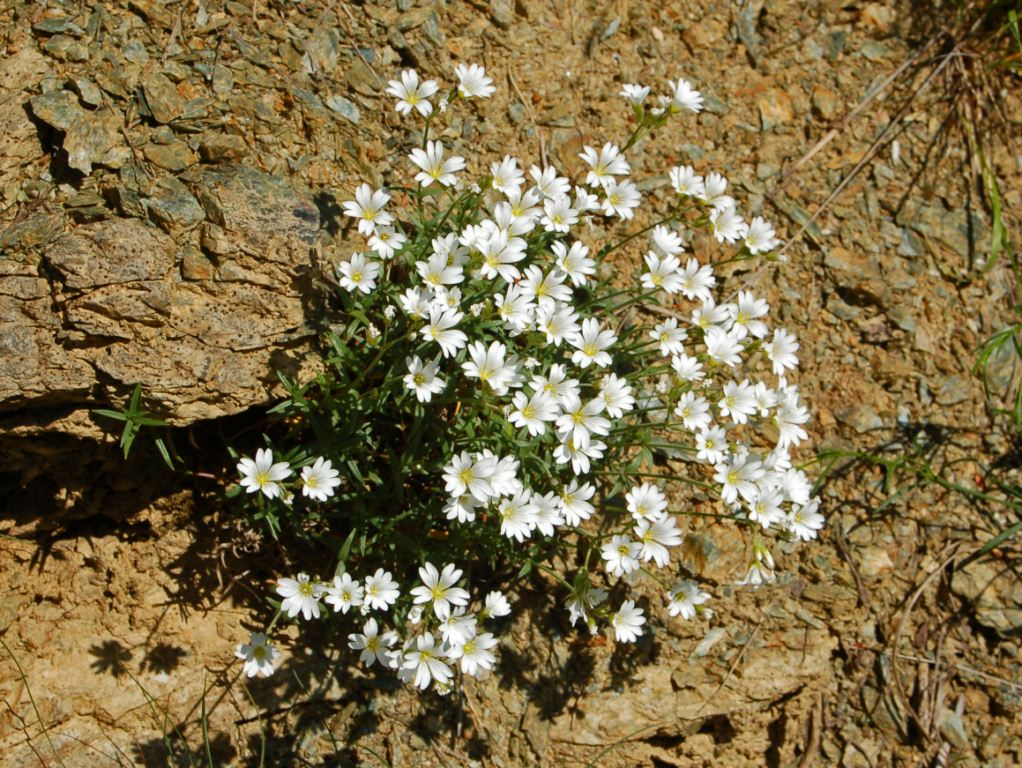
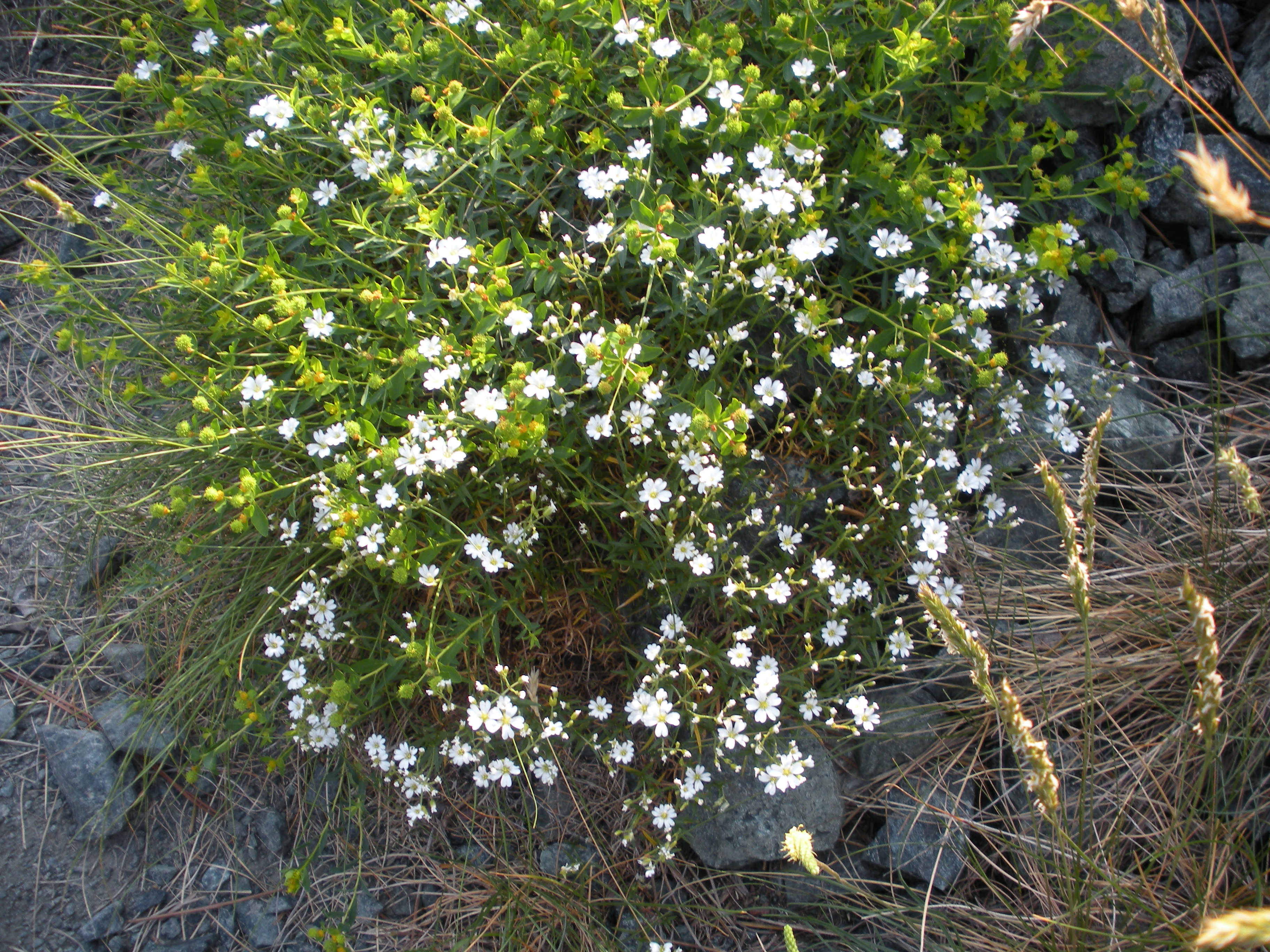